# Península de Foxe

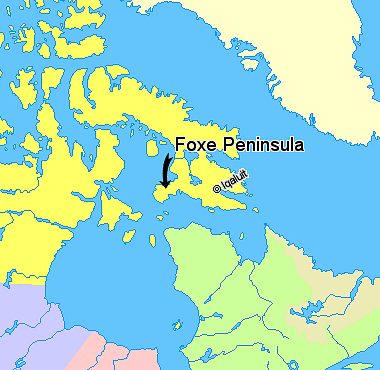
Península de Foxe, Nunavut, Canada.
Nunavut
Gronelândia
Quebec
Terra Nova e Labrador
Manitoba
Ontário

A Península de Foxe  é uma península localizada no extremo sul da ilha de Baffin, na Região de Qikiqtaaluk do território autónomo de Nunavut, Canadá. 

## Geografia
Fica no extremo sul da ilha e avança mar dentro na direção sudoeste, dividindo as águas da Bacia de Foxe, a norte, das do Estreito de Hudson, a sul, sendo um dos corpos de água do Canal de Foxe, que liga ambas as massas de água. O istmo tem uma largura de cerca de 80 km e o seu comprimento na direção EW é de 215 km, com largura máxima de 145 km. A costa setentrional da Bacia de Foxe é uma costa baixa com praias e amplas baías, sendo a meridional, que banha o Estreito de Hudson, muito recortada e com abundantes fiordes e pequenas ilhas quase unidas a terra. 

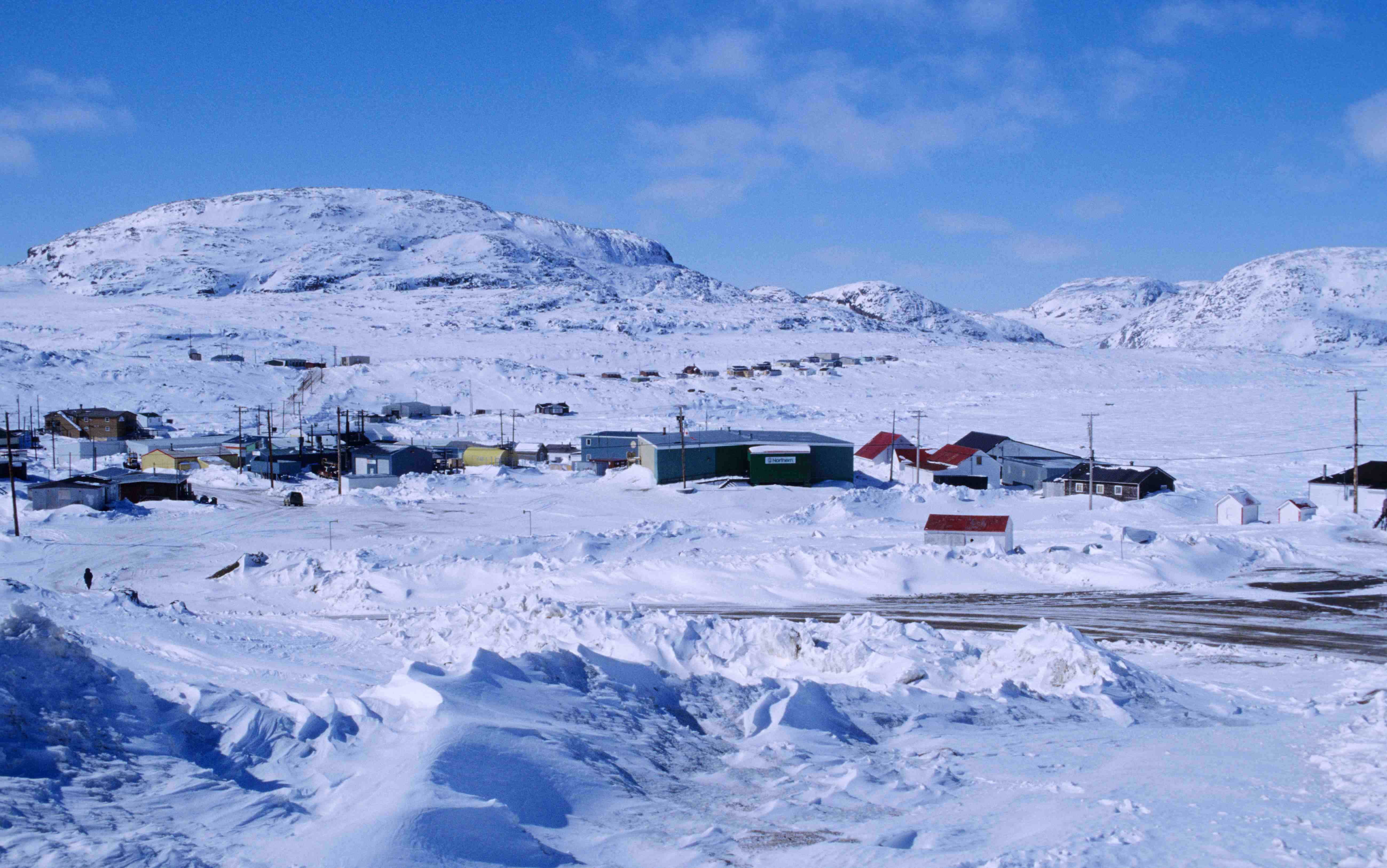
A aldeia de Cape Dorset (Kinngait em inuit) (maio de 1997).

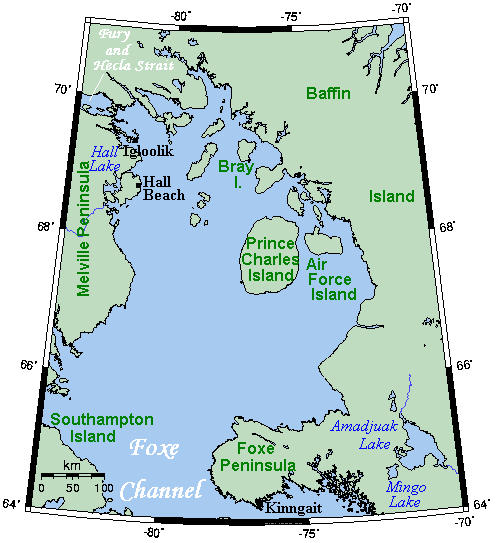
Mapa da Bacia de Foxe. Abaixo e à esquerda, a Península de Foxe

O seu extremo ocidental é o Cabo Queen, o setentrional Cabo Dorchester e o meridional Cabo Dorset, numa pequena ilha muito próxima da península, a Ilha Dorset, onde há um pequeno aeroporto. Nas proximidades deste último fica a aldeia inuit de Cape Dorset (Kinngait em inuit, que significa «alta montanha»). Em 2006 tinha 1236 habitantes. Desde a década de 1950, Cape Dorset, que se denomina a si mesma «capital da arte inuit» tem sido um centro de desenho, gravura e talha, e hoje em dia, a gravura e a talha são as principais atividades económicas da comunidade. Cape Dorset é considerada como a maior comunidade artística do Canadá, com aproximadamente 22% da mão-de-obra empregada nas artes.

## História
A península tem o nome do explorador inglês Luke Fox (ou Foxe), que na sua expedição de 1631 foi o primeiro navegador conhecido que entrou nas águas da Bacia de Foxe percorrendo a costa ocidental da ilha de Baffin, até que se viu obrigado a regressar por causa do gelo, à latitude 66° 47' N. 